# Nokia Booklet 3G

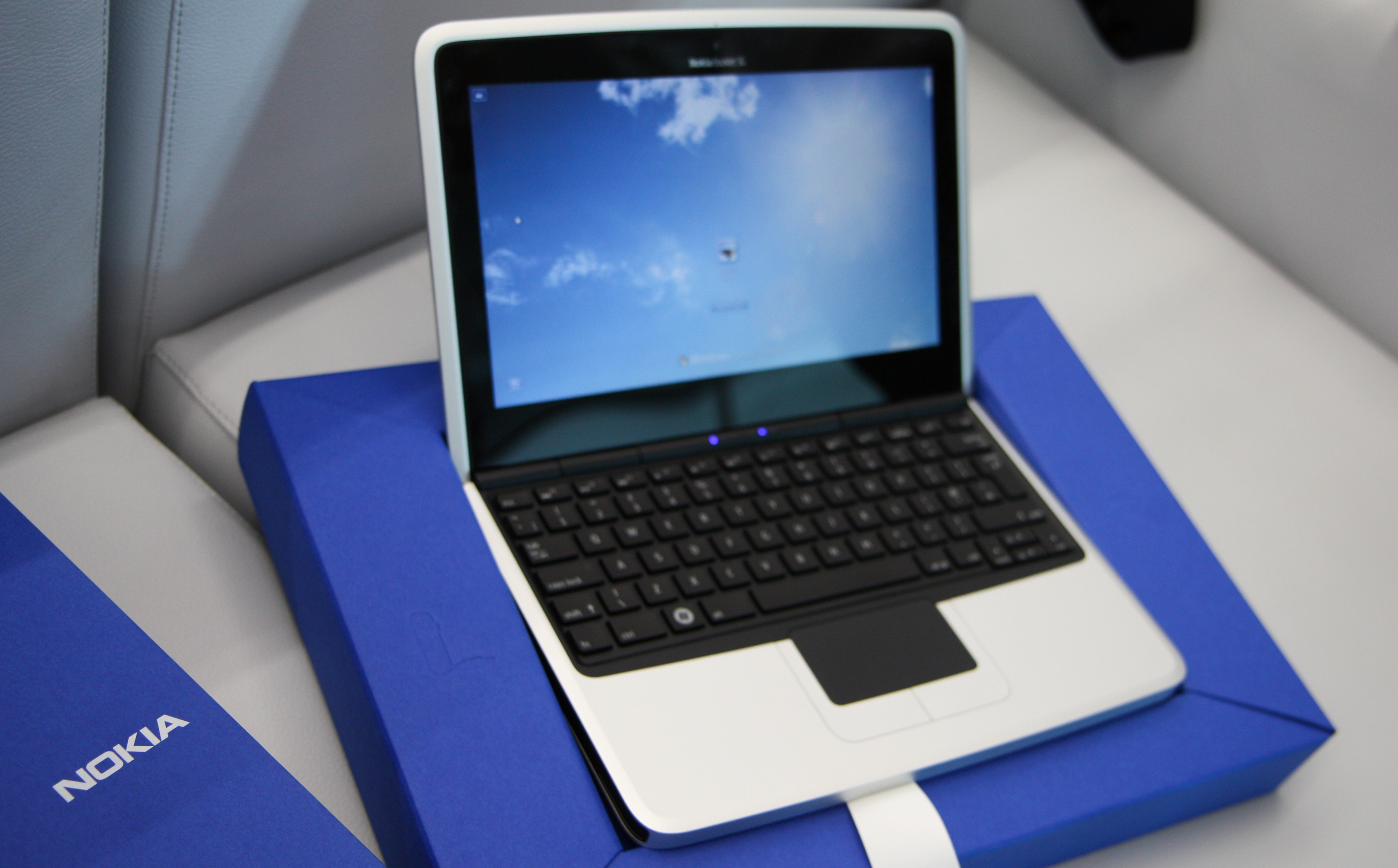
Nokia Booklet 3G

Das Nokia Booklet 3G ist ein "Mini-Laptop" des finnischen Herstellers Nokia. Es wurde am 24. August 2009 erstmals verkauft. Nokia hatte sich fast 20 Jahre aus dem Computergeschäft zurückgezogen (damaliges Produkt: MikroMikko) und die Computersparte im Jahre 1991 verkauft. Es war auf dem US-amerikanischen und deutschen Markt erhältlich. Das Nokia Booklet 3G ist Nokias erster Mini-Laptop und wurde auch als solcher vermarktet, obwohl er aufgrund seiner Maße und Spezifikationen einem Netbook entspricht.

## Technische Daten
- Betriebssystem: Windows 7
- Arbeitsspeicher 1 GB
- Display: 10,1 Zoll, Auflösung 1280×720 HD Ready glossy
- Festplatte: Toshiba MK1235GSL 4200rpm 120 GB SATA[1]
- Chipsatz: Intel Atom Z530 1,6 GHz
- GPU: US15W (GMA 500)[2]
- Gehäuse: 264 × 185 × 19,9 mm
- Eingebaute Webcam: 1,3 Megapixel mit Mikrofon
- Akkulaufzeit: 12 Stunden (Herstellerangabe), 8 Stunden[3]
- Gewicht: 1,25 kg
- Anschlüsse: 3 USB-Ports; SD-Kartenleser; HDMI 1.2; Audio 3,5 mm; Wi-Fi 802.11 b/g/n WLAN; HSPA; Bluetooth 2.1 und A-GPS